# Вондзверт (боро)
Ва́ндзверт (англ. London Borough of Wandsworth, МФА: [ˈwɒndzwɝːθ]) — боро на південному заході Лондона. Входить до складу Внутрішнього Лондона.

## Географія
Боро межує з Ламбетом на сході, з Мертоном і Кінгстоном на Темзі на півдні, Річмондом на заході та півночі.

## Райони
- Белгем
- Баттерсі
- Вандзверт
- Вест-Гілл
- Ерфсфілд
- Найн-Елмз
- Патні
- Патні Гет
- Патні Вейл
- Роугемптон
- Саутфілдз
- Стрігем-Парк
- Тутінг
- Тутінг Бек/Верхній Тутінг
- Ферзедаун